# Wahl des Vorsitzenden der japanischen Liberaldemokratischen Partei 2020

Das Logo der LDP

Die Wahl des Vorsitzenden der japanischen Liberaldemokratischen Partei 2020 (jap. 2020年自由民主党総裁選挙, 2020 nen jiyūminshutō sōsai senkyo) fand am 14. September 2020 statt. Mit ihr wurde der Nachfolger Shinzō Abes für dessen restliche Amtszeit bis September 2021 als Vorsitzender der Liberaldemokratischen Partei Japans gewählt. Der am längsten amtierende Parteivorsitzende und japanische Premierminister Shinzō Abe hatte am 28. August 2020 relativ unerwartet aufgrund von gesundheitlichen Umständen seinen Rücktritt angekündigt.

## Hintergrund
Nach mehreren Krankenhausbesuchen, die Spekulationen über seine Gesundheit auslösten, kündigte der amtierende Premierminister Shinzō Abe während einer Pressekonferenz am 28. August 2020 an, dass er vor dem Ende seiner Amtszeit zurücktreten werde. Während der Pressekonferenz kündigte Abe an, dass sich die LDP daraufhin auf eine Führungswahl vorbereitet, um seinen Nachfolger zu wählen, und dass er keinen bestimmten Kandidaten unterstützen werde.

## Ablauf
Es gab zwei Möglichkeiten, wie der Präsident bei einem vorzeitigen Rücktritt des Amtsinhabers bei den Führungswahlen gewählt werden konnte: Die erste war eine offene Wahl, bei der sowohl Parteimitglieder als auch Mitglieder der japanischen Nationalversammlung Stimmrechte erhalten. Jede Gruppe hätte die Hälfte der Stimmrechte erhalten, um den neuen Präsidenten zu wählen. Die andere Methode ermöglichte es, die Abstimmung auf die Kokkai-Mitglieder und jeweils drei Stimmen der LDP-Präfekturverbände aus jeder der 47 Präfekturen Japans zu beschränken, was 535 mögliche Wähler ergab. Generalsekretär Toshihiro Nikai entschied sich am 1. September für die zweite Option. Mit Ausnahme der Präfekturverbände von Akita, Hokkaidō und Niigata, die alle für Suga stimmten, hielten die einzelnen Verbände Vorwahlen ab. Dabei wurde durch die Parteimitglieder je nach Verband nach Mehrheitswahl (6 Verbände) oder Verhältniswahl nach dem D’Hondt-Verfahren (38 Verbände) über die Vergabe der den einzelnen Verbänden zustehenden drei Stimmen abgestimmt.

## Wahlkampf
Kurz nach der Ankündigung Abes verkündeten mit Kishida, Shimomura und Noda drei Kandidaten öffentlich ihr Antreten um dessen Nachfolge. Für den 9. und 12. September wurden öffentliche Debatten der Bewerber angesetzt.
Für eine offizielle Kandidatur war die Unterstützung von mindestens 20 Abgeordneten erforderlich; unabhängig von dieser Hürde folgt eine Liste der im Rahmen der Wahlkampagne in Umfragen genannten Kandidaten:

### Kandidaten

#### Angetretene Kandidaten

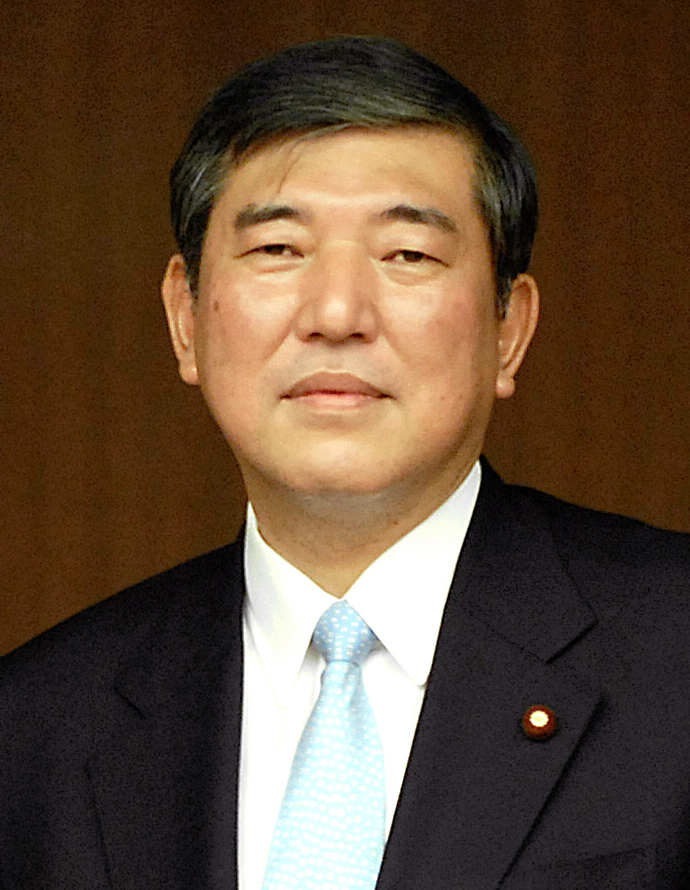
Shigeru Ishiba
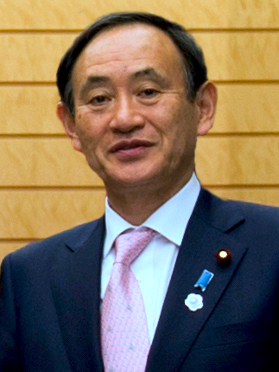
Yoshihide Suga
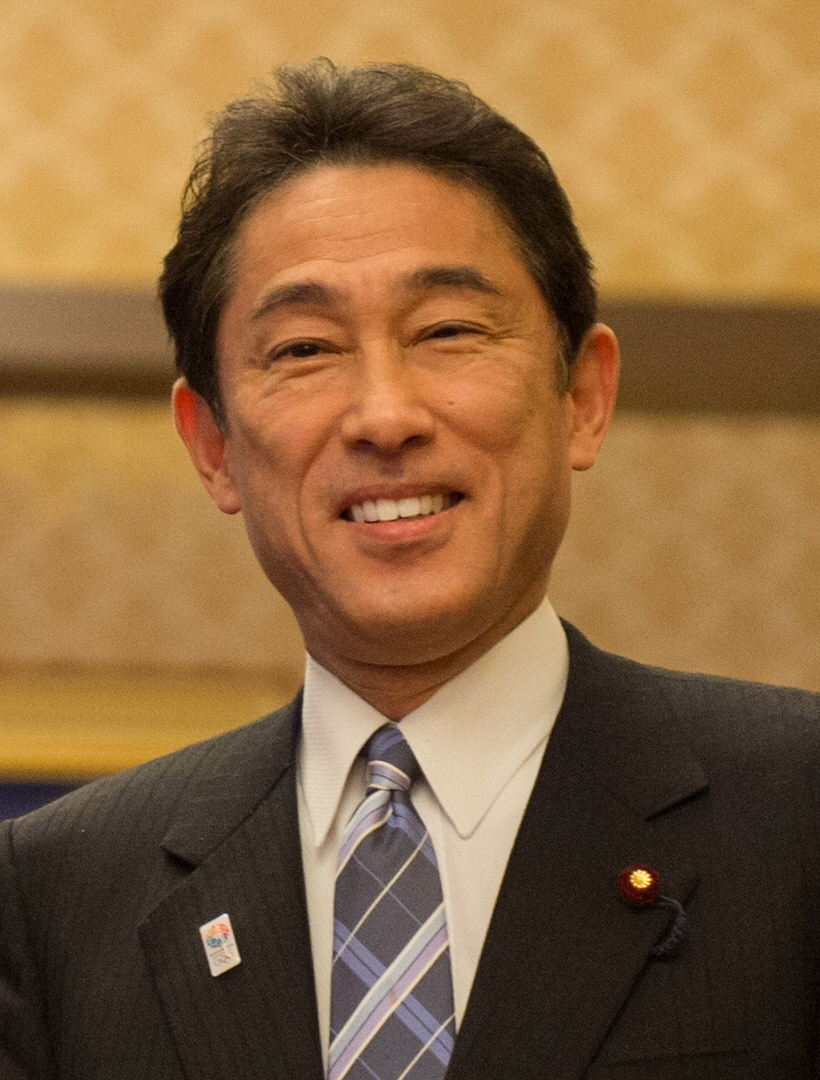
Fumio Kishida

- Shigeru Ishiba:[12] Shūgiin-Abgeordneter für den Wahlkreis Tottori 1 seit 1986, Verteidigungsminister 2007–2008, Generalsekretär der LDP 2012–2014
- Yoshihide Suga:[13] Chefkabinettssekretär seit 2012, Shūgiin-Abgeordneter für Kanagawa 2 seit 1996, Innenminister 2006–2007
- Fumio Kishida:[9] Shūgiin-Abgeordneter für Hiroshima 1 seit 1993, Außenminister 2012–2017

#### Kandidatur zurückgezogen

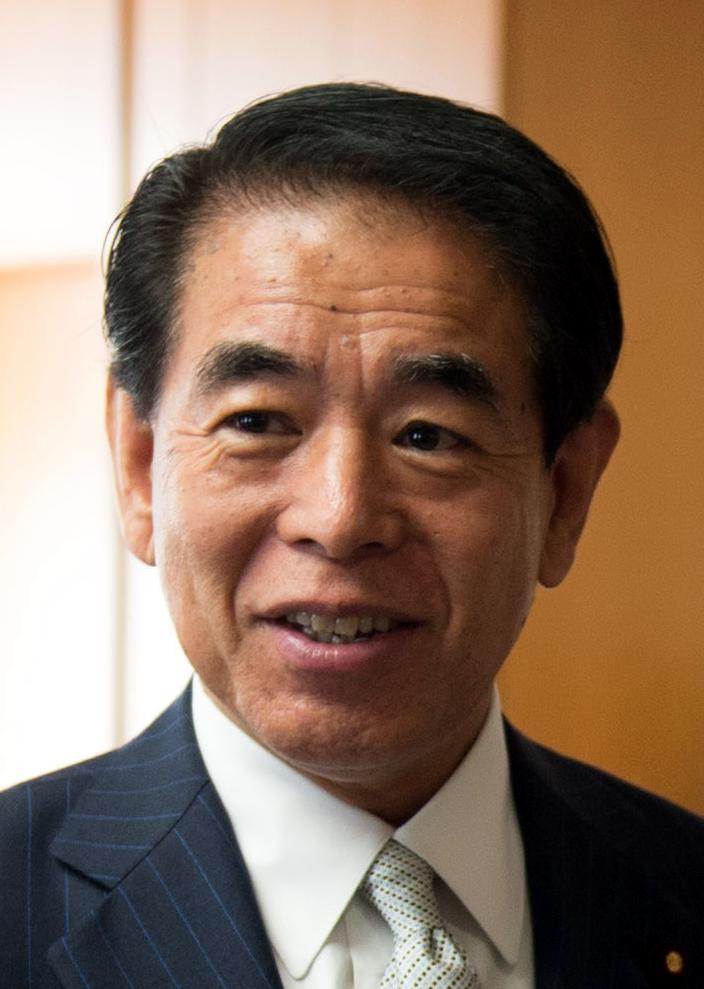
Hakubun Shimomura
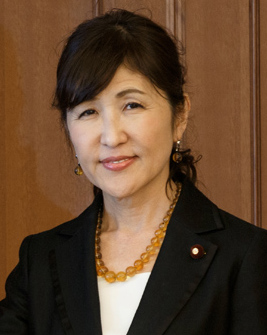
Tomomi Inada
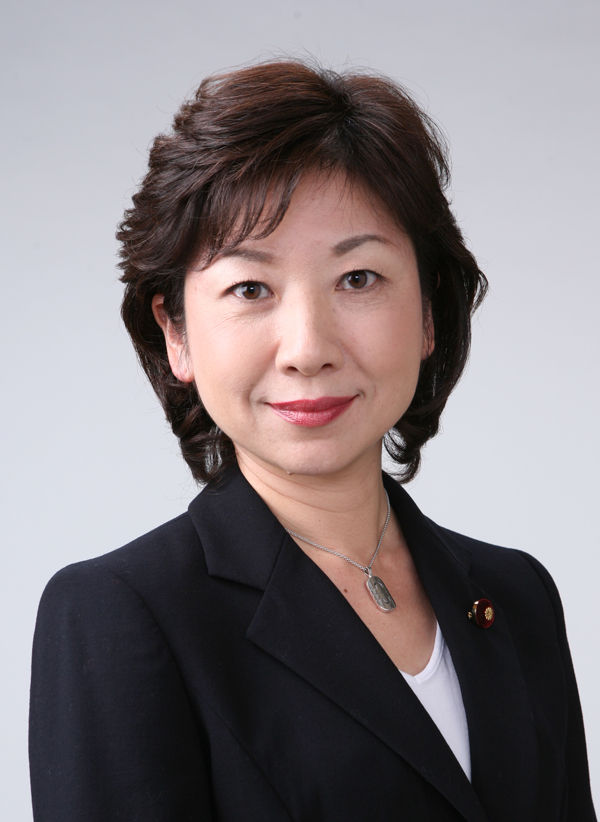
Seiko Noda

- Hakubun Shimomura:[14] Shūgiin-Abgeordneter für Tokio 11 seit 1996, Bildungsminister 2012–2015
- Tomomi Inada:[14] Shūgiin-Abgeordnete für Fukui 1 seit 2005, Verteidigungsministerin 2016–2017
- Seiko Noda:[15] Shūgiin-Abgeordnete für Gifu 1 seit 1993, Innenministerin 2017–2018

#### Nicht angetrenene Kandidaten

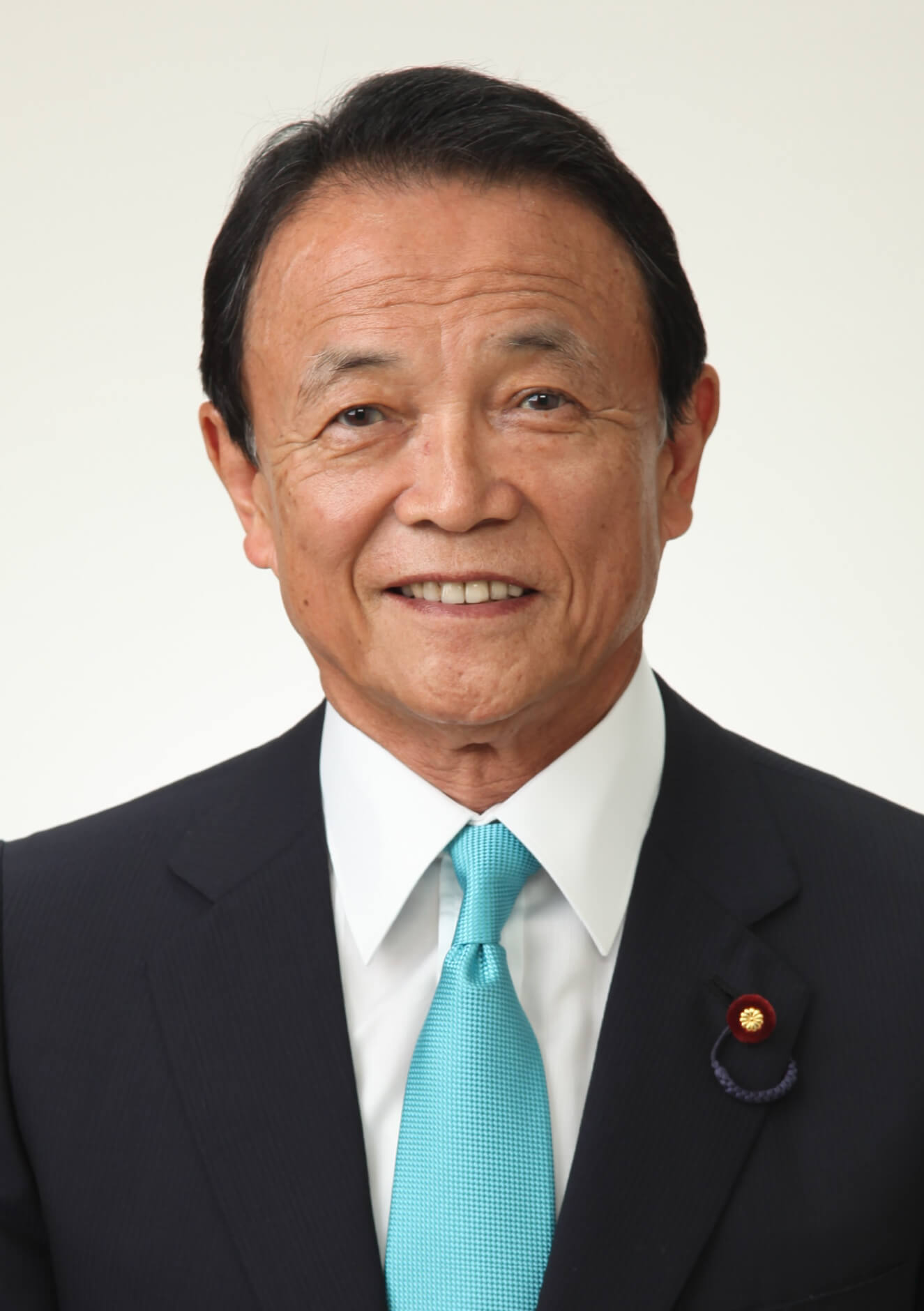
Tarō Asō
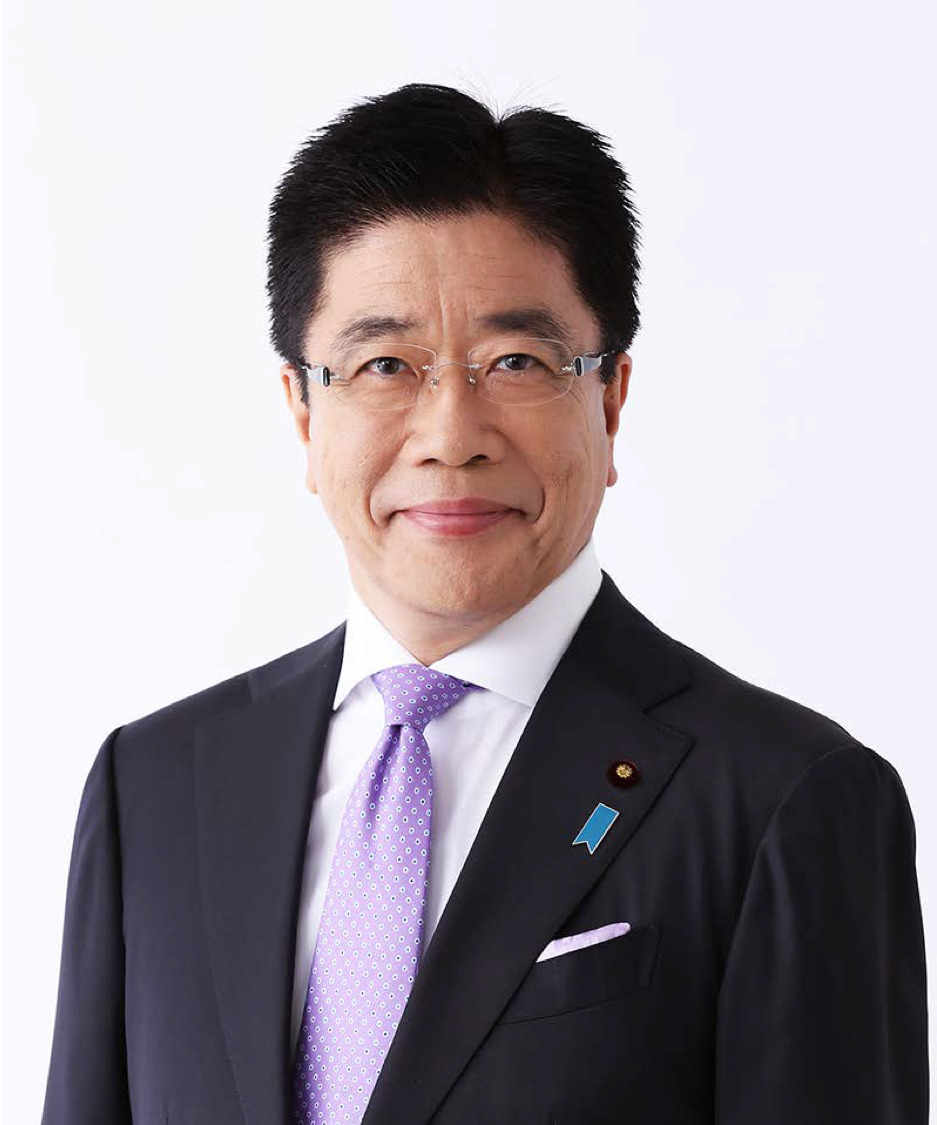
Katsunobu Katō
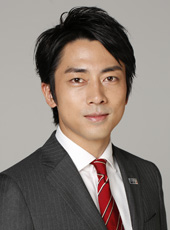
Shinjirō Koizumi
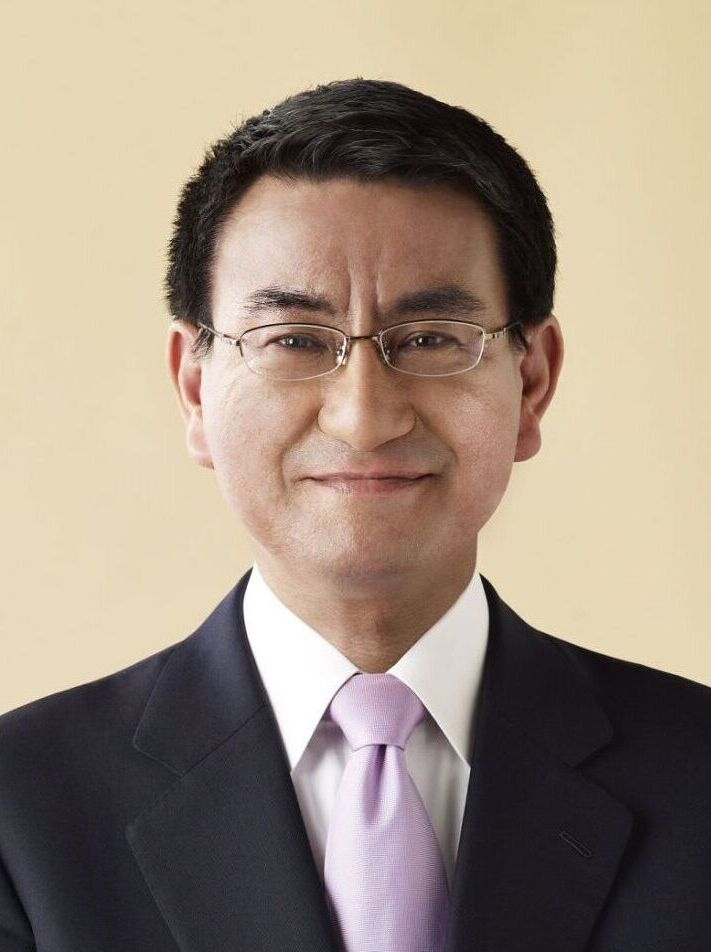
Tarō Kōno
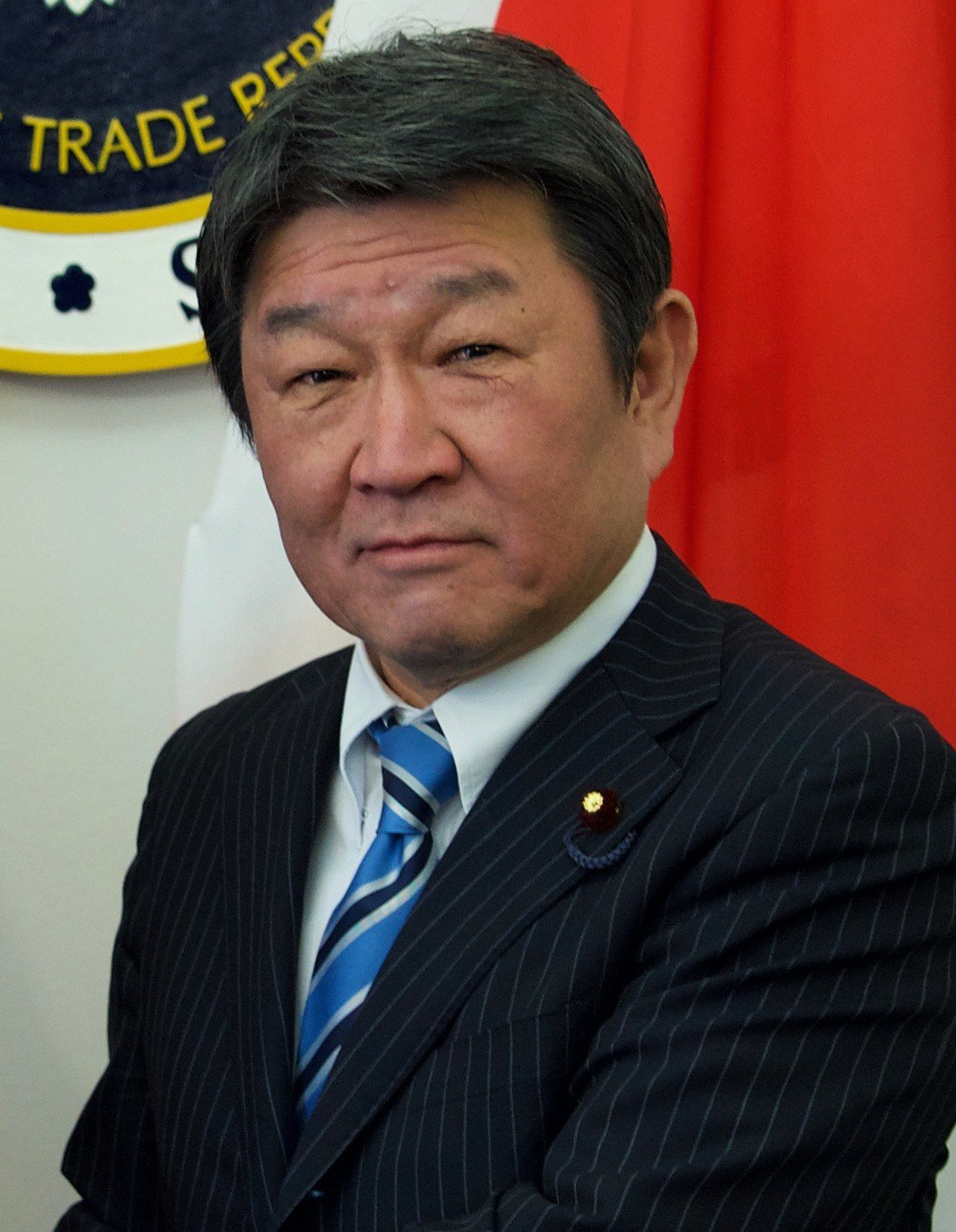
Toshimitsu Motegi
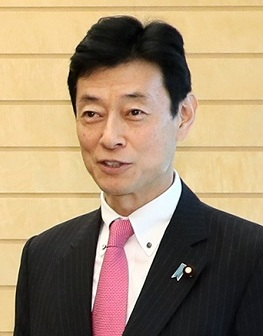
Yasutoshi Nishimura

- Tarō Asō:[16] Stellvertretender Premierminister und Finanzminister seit 2012, Shūgiin-Abgeordneter für Fukuoka 8 seit 1996, Premierminister und Parteivorsitzender der LDP 2008–2009
- Katsunobu Katō: Shūgiin-Abgeordneter für Okayama 5 seit 2003, Gesundheits- und Arbeitsminister seit 2019 und 2017–2018
- Shinjirō Koizumi:[17] Shūgiin-Abgeordneter für Kanagawa 11 seit 2009, Umweltminister seit 2019
- Tarō Kōno:[18] Shūgiin-Abgeordneter für Kanagawa 15 seit 1996, Verteidigungsminister seit 2019, Außenminister 2017–2019
- Toshimitsu Motegi: Shūgiin-Abgeordneter für Tochigi 5 seit 1993, Außenminister seit 2019, Wirtschaftsminister 2012–2014
- Yasutoshi Nishimura:[19] Shūgiin-Abgeordneter für Hyōgo 9 seit 2003, Staatsminister für Wirtschafts- und Fiskalpolitik seit 2019

### Unterstützung durch Faktionen
Entscheidend für die Erfolgschancen eines Kandidaten ist bei LDP-Vorsitzendenwahlen üblicherweise die Unterstützung von Faktionen. Die Mitglieder der Faktionen sind zwar nicht an deren Wahlempfehlung gebunden; ein abweichendes Votum, insbesondere gegen den Kandidaten der eigenen Faktion, kann aber dazu führen, dass der betreffende Abgeordnete die Unterstützung seiner Faktion verliert (siehe auch den Abschnitt „Faktionalismus“ im Artikel „Liberaldemokratische Partei (Japan)“). Die absolute Mehrheit lag bei 268 Stimmen, sodass Suga, der offiziell faktionslos ist, bereits kurz nach seiner Kandidatur aufgrund der breiten Unterstützung durch Faktionen von einem Sieg ausgehen konnte.
| Shigeru Ishiba               | Shigeru Ishiba | Yoshihide Suga                                                                           | Yoshihide Suga    | Fumio Kishida             | Fumio Kishida |
| Faktion                      | Mitglieder     | Faktionen                                                                                | Mitglieder gesamt | Faktion                   | Mitglieder    |
| ---------------------------- | -------------- | ---------------------------------------------------------------------------------------- | ----------------- | ------------------------- | ------------- |
| Suigetsukai (eigene Faktion) | 19             | Seiwa Seisaku Kenkyūkai, Shikōkai, Heisei Kenkyūkai, Shisuikai, Kinmirai Seiji Kenkyūkai | 264               | Kōchikai (eigene Faktion) | 47            |

## Ergebnis
| Kandidaten         | Stimmen von Abgeordneten | Stimmen von Präfekturverbänden | Stimmen gesamt | %      |
| ------------------ | ------------------------ | ------------------------------ | -------------- | ------ |
| Yoshihide Suga     | 288                      | 89                             | 377            | 70,47  |
| Fumio Kishida      | 79                       | 10                             | 89             | 16,64  |
| Shigeru Ishiba     | 26                       | 42                             | 68             | 12,71  |
| Gültige Stimmen    | 393                      | 141                            | 534            | 100,00 |
| Ungültige Stimmen  | 0                        | 0                              | 0              | 0,00   |
| Abgegebene Stimmen | 393                      | 141                            | 534            | 99,81  |

1. ↑  Der Abgeordnete Kōichi Yamamoto nahm aufgrund eines Krankenhausaufenthaltes nicht teil.

### Nach Präfekturverband
Verschiedene LDP-Präfekturverbände bestimmten ihre Delegierten auf verschiedene Weise: In der LDP Akita gab es überhaupt keine breitere Abstimmung unter Mitgliedern/Unterstützern, in manchen war das Ergebnis der Befragung oder Abstimmung nicht bindend für die Verteilung der Delegierten, in den meisten wurde D’Hondt-Verhältniswahl für die Verteilung verwendet, in manchen relative Mehrheitswahl.
| Präfekturverband     | Suga    | Suga       | Kishida | Kishida    | Ishiba  | Ishiba     |
| -------------------- | ------- | ---------- | ------- | ---------- | ------- | ---------- |
| Präfekturverband     | Stimmen | Delegierte | Stimmen | Delegierte | Stimmen | Delegierte |
| Hokkaidō             | 11.678  | 3          | 1.517   | 0          | 7.634   | 0          |
| Aomori               | 4.207   | 2          | 430     | 0          | 2.255   | 1          |
| Iwate                | 3.039   | 2          | 222     | 0          | 1.594   | 1          |
| Miyagi               | 6.255   | 2          | 1.162   | 0          | 2.104   | 1          |
| Akita                | –       | 3          | –       | 0          | –       | 0          |
| Yamagata             | 2.619   | 1          | 2.326   | 1          | 2.188   | 1          |
| Fukushima            | 4.130   | 1          | 2.233   | 1          | 3.250   | 1          |
| Ibaraki              | 18.790  | 2          | 3.070   | 0          | 9.842   | 1          |
| Tochigi              | 7.359   | 2          | 685     | 0          | 4.363   | 1          |
| Gunma                | 9.918   | 2          | 808     | 0          | 6.361   | 1          |
| Saitama              | 12.508  | 3          | 1.510   | 0          | 6.412   | 0          |
| Chiba                | 10.998  | 3          | 834     | 0          | 7.059   | 0          |
| Tokio                | 44.579  | 3          | 6.161   | 0          | 18.808  | 0          |
| Kanagawa             | 30.447  | 3          | 1.272   | 0          | 6.996   | 0          |
| Niigata              | 8.990   | 3          | 482     | 0          | 3.449   | 0          |
| Toyama               | 7.468   | 1          | 3.307   | 0          | 8.711   | 2          |
| Ishikawa             | 7.737   | 2          | 3.429   | 0          | 4.266   | 1          |
| Fukui                | 4.051   | 2          | 610     | 0          | 2.407   | 1          |
| Yamanashi            | 3.215   | 1          | 5.031   | 2          | 1.882   | 0          |
| Nagano               | 5.508   | 2          | 655     | 0          | 3.978   | 1          |
| Gifu                 | 12.859  | 2          | 3.342   | 0          | 7.819   | 1          |
| Shizuoka             | 8.772   | 2          | 4.308   | 0          | 5.750   | 1          |
| Aichi                | 20.698  | 2          | 1.751   | 0          | 12.137  | 1          |
| Mie                  | 2.630   | 1          | 1.630   | 0          | 4.239   | 2          |
| Shiga                | 3.421   | 2          | 935     | 0          | 2.464   | 1          |
| Kyōto                | 4.922   | 2          | 948     | 0          | 3.724   | 1          |
| Osaka                | 13.410  | 2          | 2.992   | 0          | 8.062   | 1          |
| Hyōgo                | 7.847   | 2          | 1.121   | 0          | 5.406   | 1          |
| Nara                 | 3.145   | 2          | 335     | 0          | 1.544   | 1          |
| Wakayama             | 9.863   | 3          | 235     | 0          | 1.836   | 0          |
| Tottori              | 371     | 0          | 54      | 0          | 7.683   | 3          |
| Shimane              | 3.391   | 1          | 422     | 0          | 4.906   | 2          |
| Okayama              | 6.270   | 2          | 1.132   | 0          | 4.233   | 1          |
| Hiroshima            | 1.655   | 0          | 15.507  | 3          | 2.137   | 0          |
| Yamaguchi            | 9.505   | 3          | 2.157   | 0          | 2.006   | 0          |
| Tokushima            | 3.506   | 2          | 177     | 0          | 3.226   | 1          |
| Kagawa               | 5.063   | 1          | 3.460   | 1          | 3.418   | 1          |
| Ehime                | 6.522   | 2          | 870     | 0          | 4.833   | 1          |
| Kōchi                | 2.132   | 1          | 167     | 0          | 3.092   | 2          |
| Fukuoka              | 8.038   | 2          | 3.623   | 0          | 4.408   | 1          |
| Saga                 | 2.442   | 2          | 909     | 0          | 2.312   | 1          |
| Nagasaki             | 4.986   | 1          | 2.866   | 1          | 3.516   | 1          |
| Kumamoto             | 5.881   | 1          | 4.259   | 1          | 3.203   | 1          |
| Ōita                 | 4.709   | 2          | 544     | 0          | 3.187   | 1          |
| Miyazaki             | 3.040   | 1          | 915     | 0          | 3.461   | 2          |
| Kagoshima            | 6.292   | 2          | 691     | 0          | 3.811   | 1          |
| Okinawa              | (fehlt) | 3          | (fehlt) | 0          | (fehlt) | 0          |
| Summe (ohne Okinawa) | 364.866 | 89         | 91.094  | 10         | 216.022 | 42         |

## Auswirkungen
Yoshihide Suga übernahm am 14. September 2020 den Parteivorsitz und wurde am 16. September im Parlament zum Premierminister gewählt. Die Neubesetzung des Parteivorstandes erfolgte am 15. September.